# Ideoroncidae
Ideoroncidae (лат.) — семейство псевдоскорпионов из подотряда Iocheirata.
Около 60 видов.

## Описание
Псевдоскорпионы мелких размеров. Хорошо развитый ядовитый аппарат присутствует в обоих пальцах хелицер педипальп, а трихоботрий на хелицерах намного больше 12. Трихоботрии различаются по размеру, и их трудно точно подсчитать, но всегда есть группа из трёх или четырёх заметных трихоботрий на дорзальной стороне. Плевральные оболочки брюшка гладкие, продольно-исчерченные. Бедро ноги IV обычно короткое и толстое, с линией сочленения между базифемуром и телофемуром около середины и перпендикулярно длинной оси. Панцирь длиннее своей ширины. Два глаза или ни одного. Хелицеры имеют длинную, тонкую, простую галеа. Аролии лапок обычно длиннее коготков и часто раздвоены. Имеют диплотарсатные ноги, то есть лапки всех ходильных ног состоят из двух сегментов.
В основном это тропическое семейство, большинство видов которого обитают в Средней Америке, Африке и Юго-Восточной Азии, но некоторые из них распространены в умеренных районах США и Южной Америки. Большинство из них живут в подстилке или под камнями, часто в засушливых регионах, хотя некоторые обитают в тропических лесах; некоторые пещерные и сильно модифицированы. Ideoroncus и Albiorix являются наиболее распространенными.

## Классификация
Описано около 60 видов и 11 родов.
Ископаемый род Proalbiorix известен из мелового бирманского янтаря Мьянмы, который имеет близкое родство с африканскими и американскими, а не азиатскими родами
- Afroroncus Mahnert, 1981
- Albiorix Chamberlin, 1930
- Botswanoncus Harvey & Du Preez, 2014[7]
- Dhanus Chamberlin, 1930
- Ideoroncus Balzan, 1887
- Mahnertius Harvey & Muchmore, 2013[8]
- Muchmoreus Harvey, 2013
- Nannoroncus Beier, 1955
- Negroroncus Beier, 1931
- Pseudalbiorix Harvey, Barba, Muchmore & Pérez, 2007[9]
- Shravana Chamberlin, 1930
- Sironcus Harvey, 2016[5]
- Typhloroncus Muchmore, 1979
- Xorilbia Harvey & Mahnert, 2006